# 卡倫德貝格山

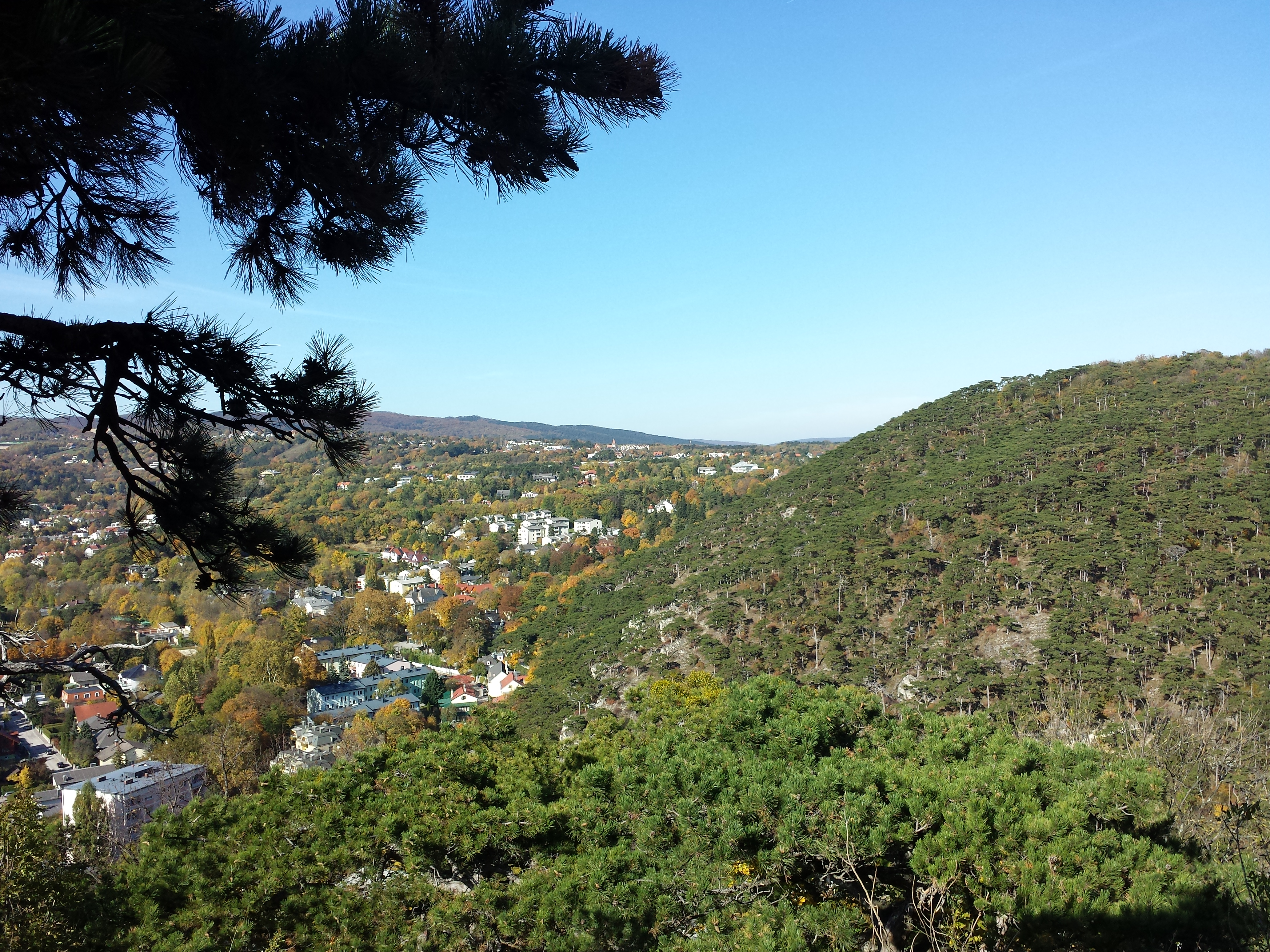

48°5′25.1″N 16°16′14.9″E / 48.090306°N 16.270806°E
卡倫德貝格山（德語：Kalenderberg），是奧地利的山峰，位於該國東北部，由下奧地利州負責管轄，屬於維也納林山的一部分，處於瑪麗亞恩策斯多夫，海拔高度332米。